# Nature morte avec des paons
La Nature morte avec des paons, Nature morte avec deux paons et une fillette ou Deux paons, est un tableau peint par Rembrandt en 1639. Il est conservé au Rijksmuseum d'Amsterdam. 